# علي علم
علي علم (بالإنجليزية: Ali Alam)‏ هو ملحن ومهندس معماري باكستاني، ولد في 1977.

## وصلات خارجية
- الموقع الرسمي
- علي علم على موقع ميوزك برينز (الإنجليزية)